# 박시현 (가수)
박시현(1984년 11월 29일~)은 대한민국의 가수다. 원래 이름은 박주현이었으나 박시현으로 개명했다.

## 출연

### 드라마
- 2020년 : SBS 월화드라마 굿캐스팅 - 일광하이텍 직원 역